# Czerwona kurtka (mundur)

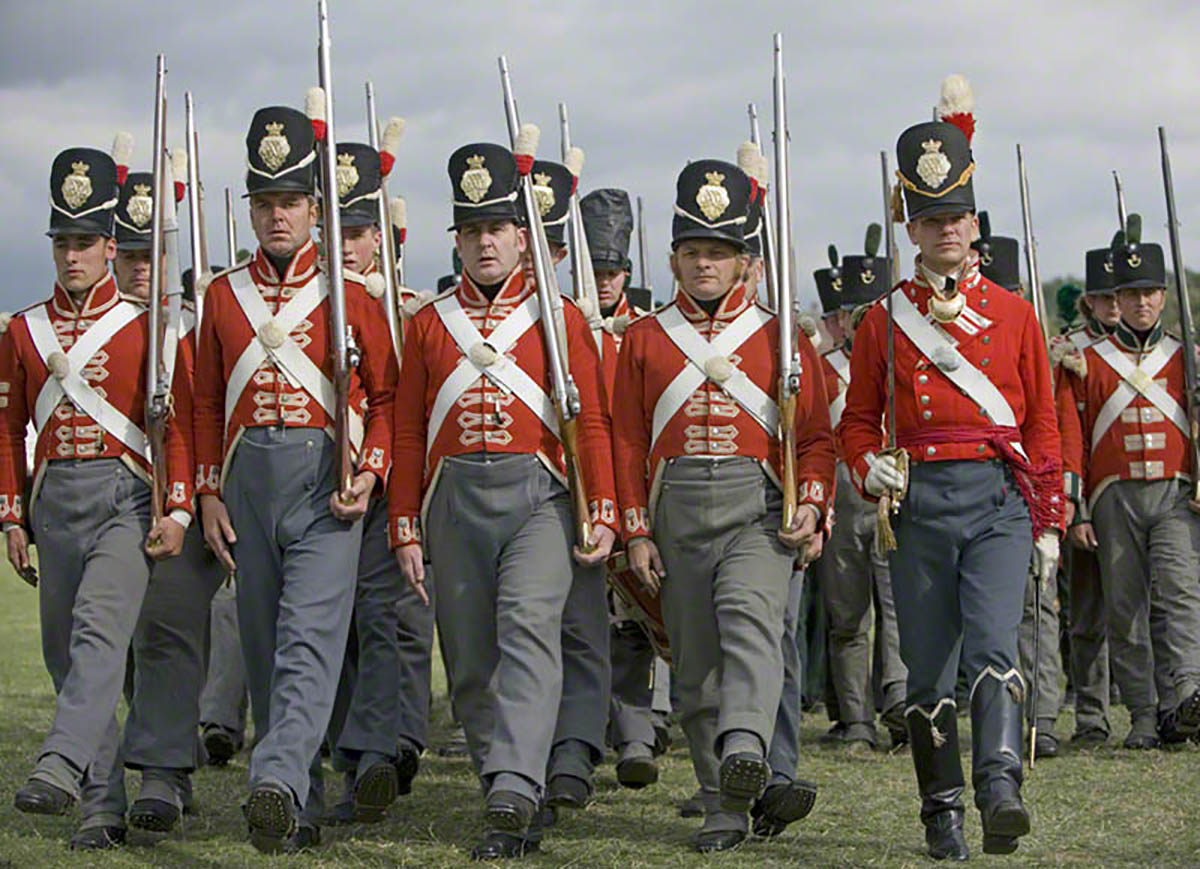
Odtwórcy 33 Regimentu Piechoty z okresu wojen napoleońskich

Czerwona kurtka lub czerwony kubrak (ang. Red Coat) – historyczna nazwa używana w odniesieniu do żołnierzy British Army, wywodząca się z faktu, że większość oddziałów nosiła w przeszłości czerwone kurtki mundurowe. Od końca XVII do początków XX wieku mundury większości formacji brytyjskich (z wyjątkiem artylerii, strzelców i lekkiej kawalerii) były farbowane alizaryną lub koszenilą na kolor czerwony z odcieniem purpury. Od roku 1870 żołnierze wszystkich stopni byli umundurowani w kurtki o odcieniu szkarłatu, co wcześniej przysługiwało jedynie oficerom, starszym podoficerom i żołnierzom niektórych regimentów kawalerii.

## Historia

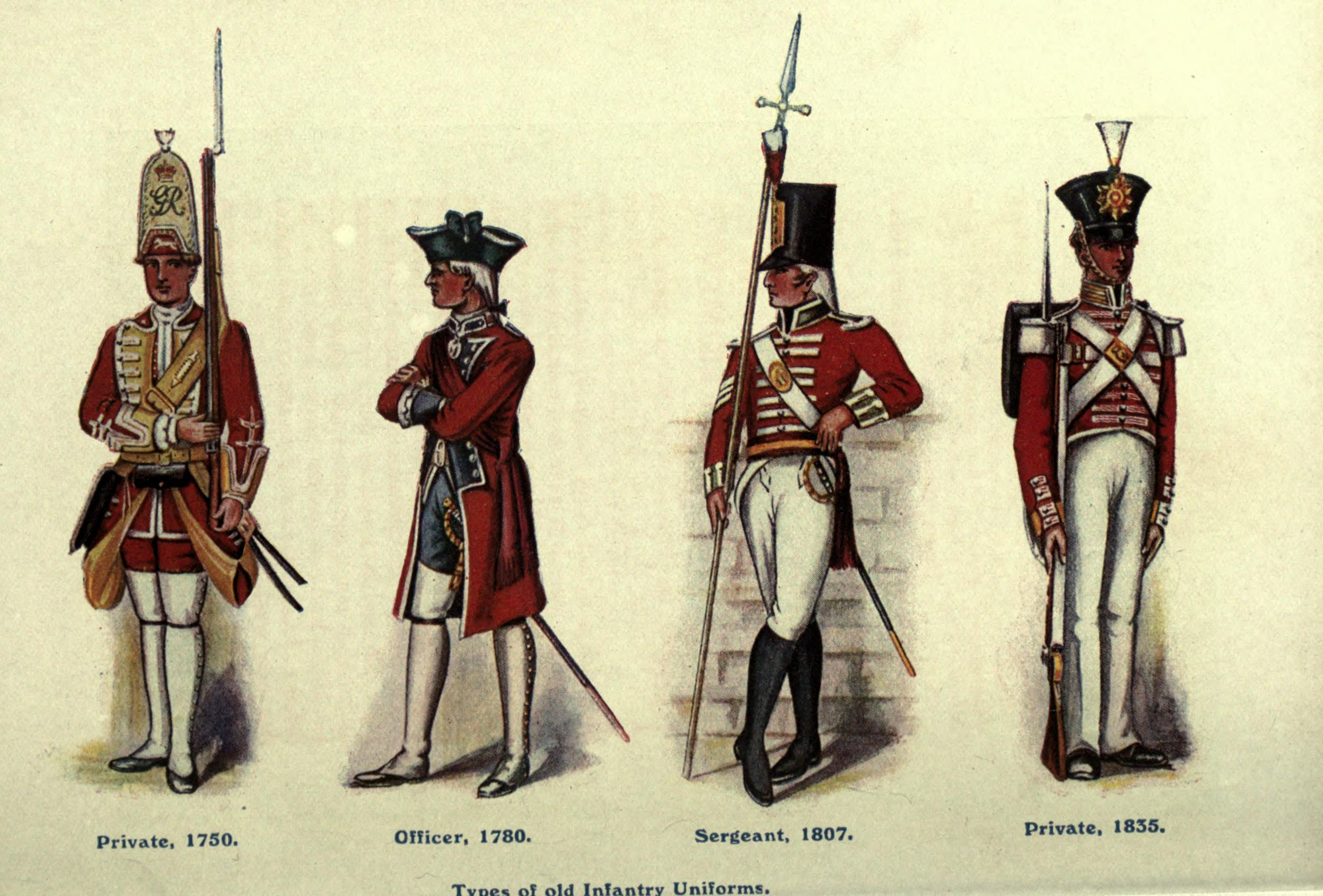
Dawne mundury żołnierzy piechoty 1750–1835

Czerwona kurtka ewoluowała na przestrzeni czasu z polowego uniformu brytyjskiego piechura do ceremonialnego ubioru na specjalne okazje. Czerwień mundurów oficjalnie została przyjęta w lutym 1645 roku, gdy angielski parlament zatwierdził Armię Nowego Wzoru. Składała się ona z 22 000 żołnierzy w dwunastu regimentach piechoty liczących 1200 ludzi każdy, jedenastu regimentach kawalerii (600 ludzi każdy), jednym regimencie dragonów (1000 ludzi) i artylerii uzbrojonej w 50 dział.
Było kilka przypadków przyjęcia czerwonych kurtek mundurowych poprzedzających Armię Nowego Wzoru. Były to mundury Yeomen of the Guard i Yeomen Warders (sformowanych w roku 1485), gdzie stosowano tradycyjną czerwień Tudorów ze złotymi wyłogami. Tzw. Gentlemen Pensioners dworu Jakuba I nosili czerwone uniformy z żółtymi piórami. Pod Edgehill, w pierwszej bitwie wojny domowej, gwardia królewska nosiła czerwone uniformy, podobnie jak co najmniej dwa regimenty Parlamentu.
Przyjęcie i używanie czerwieni przez większość wojsk angielskich także po restauracji (1660) było wynikiem zbiegu okoliczności, w tym relatywnie niskiej ceny czerwonego barwnika. Początkowo czerwień nie była barwą uniwersalną; wojsko nosiło również mundury szare i granatowe. Nie wiadomo skąd wzięła się legenda, że na czerwonych kurtkach nie widać plam krwi; w rzeczywistości krew na czerwonym materiale zostawia plamy niemal czarne.
Do początków XVIII wieku o produkcji mundurów decydowali dowódcy regimentów. Dopiero dekret królewski z 16 stycznia 1707 roku powołał do życia specjalną komisję mundurową. Od tego czasu uniformy musiały być szyte według wzoru zatwierdzonego przez komisję.

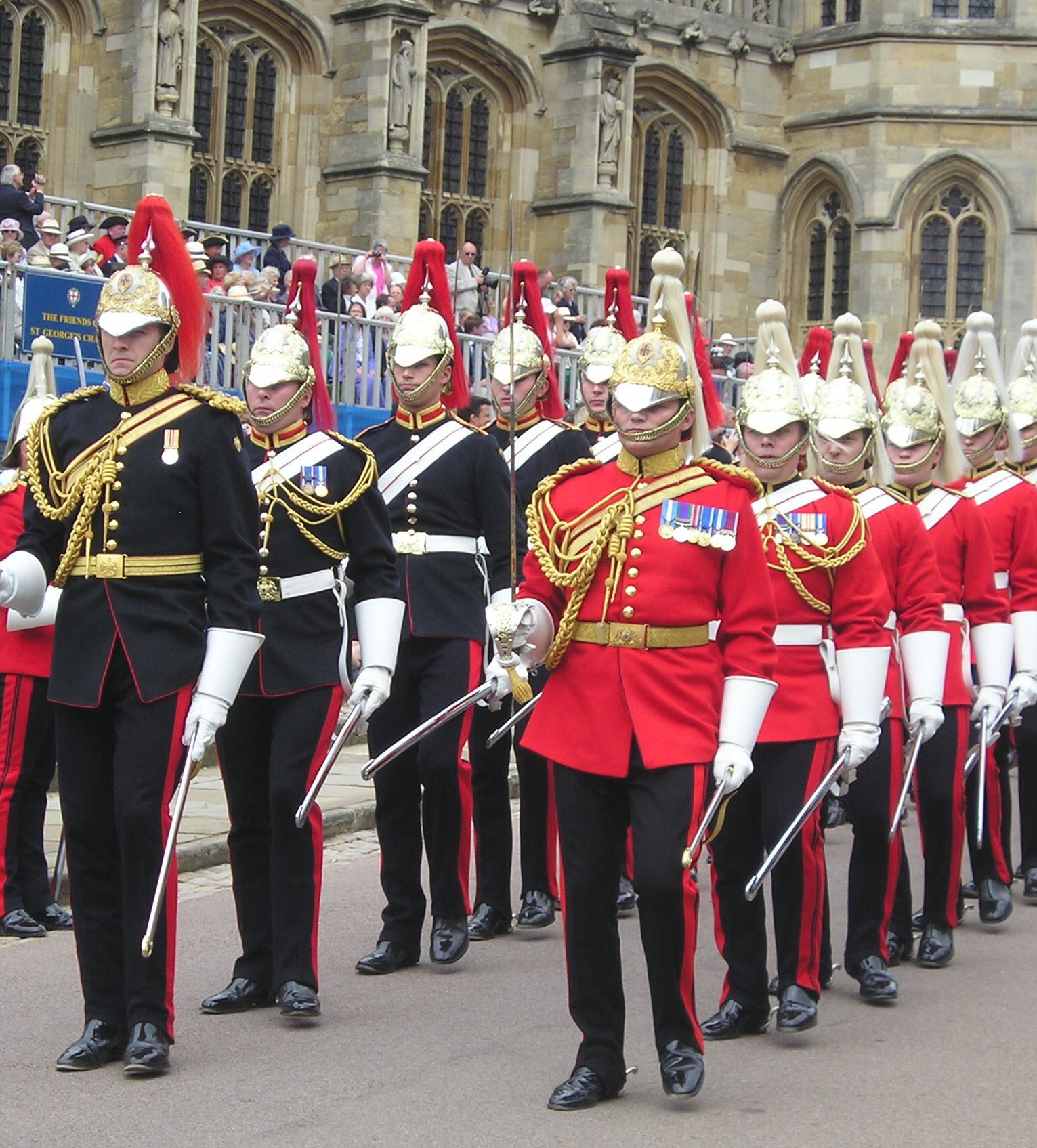
Gwardia Królewska dzisiaj

Od samego początku czerwone kurtki mundurowe były lamowane naszywkami w kontrastujących barwach, by wyróżniać poszczególne regimenty wyłogami, kołnierzami i mankietami rękawów. Na przykład 8 (Królewski) Regiment Piechoty miał naszywki granatowe, 5 Regiment Fizylierów Królewskich zielone, 44 Regiment Piechoty żółte, a 3 Regiment Piechoty Królewskiej z Kent płowo-żółte. W roku 1747 wydano pierwsze przepisy mundurowe, w których opisano dokładnie kolory naszywek przysługujących poszczególnym regimentom. Kolejne próby standaryzacji nastąpiły w roku 1881, kiedy to angielskie i walijskie regimenty otrzymały naszywki białe, szkockie żółte, irlandzkie zielone, a królewskie granatowe. Jednakże niektórym oddziałom przyznano prawo do używania naszywek historycznie im tylko przynależnych.
Żołnierze brytyjscy po raz ostatni walczyli w czerwonych kurtkach w bitwie pod Gennis w Sudanie 30 grudnia 1885 roku. Należeli do brytyjskich sił ekspedycyjnych biorących udział w kampanii nilowej 1884-85 i mieli na sobie „uniformy domowe”, aczkolwiek inne regimenty − przysłane z Indii − nosiły już mundury w kolorze khaki. Niewielki oddział piechoty, jaki dotarł do Chartumu na pokładzie parowca 28 stycznia 1885 roku, otrzymał rozkaz przywdziania czerwonych kurtek, by mahdyści wiedzieli, że mają przed sobą „prawdziwych” Brytyjczyków.
Nawet po ostatecznym przyjęciu mundurów khaki w roku 1902, większość brytyjskich regimentów piechoty i kawalerii nadał wkładała czerwone kurtki z okazji defilad i jako mundury wyjściowe po służbie, co trwało aż do wybuchu I wojny światowej w 1914 roku, kiedy to czerwień została oficjalnie wycofana i zakazana.
Brygada Gwardii Królewskiej wróciła do szkarłatnych uniformów w roku 1920, ale we wszystkich innych jednostkach Armii Brytyjskiej czerwień dopuszczono jedynie w orkiestrach wojskowych i mundurach wyjściowych oficerów oraz w wyjątkowych okazjach jak śluby, czy uroczystości dworskie. Główną przyczyną odstąpienia od czerwieni była wysoka cena koszenili jako barwnika.
W roku 1980 rozważano przywrócenie szkarłatnych uniformów wyjściowych, które miałyby zastąpić granatowe „mundury nr 1” i khaki „mundury nr 2” przy użyciu tańszych i nieblaknących z czasem barwników chemicznych w miejsce koszenili, ale wojsko nie wykazało zainteresowania i tym samym pomysł upadł.